# Robert Reinert
Robert Reinert (eigentlich Robert Halbgebauer; * 29. April 1872 in Wulzeshofen, Österreich-Ungarn; † 31. August 1928 in Berlin) war ein österreichischer Drehbuchautor, Filmregisseur und Filmproduzent.

## Leben und Wirken
Der Sohn des Kassiers Georg Halbgebauer und dessen späterer Frau Antonia Keltscha trat zuerst als Autor für Bühne und Kabarett in Erscheinung und schrieb zwei Romane: Der Weg zur Sonne (1906) und Krieg (1907). Ab 1915 begann er für den Film zu arbeiten. Sein Drehbuch zu Homunculus (1916) wurde ein großer Erfolg, weitere folgten. Im September 1918 gründete er in Berlin die Robert Reinert Monumental-Film-Werk GmbH, die ihren Firmensitz im Juni 1920 nach München verlegte. Der Film Nerven mit seiner Premiere in München im Jahr 1919 hatte eine enorme Wirkung auf das Publikum. Unter den noch frischen Eindrücken des vergangenen Ersten Weltkriegs und wegen der akuten sozialen und wirtschaftlichen Probleme der Bevölkerung brachen viele Zuschauer während der Filmvorführung zusammen und mussten ins Krankenhaus eingeliefert werden. Noch nach der Vorführung kam es unter den Zuschauern zu Szenen der Verzweiflung, so dass der Film schließlich verboten wurde.
Reinert, der ein wesentlicher Vertreter des deutschen Expressionismus war, kehrte 1926, als seine Firma abgewickelt wurde, nach Berlin zurück, wurde von der UFA engagiert und arbeitete bis zu seinem Tod als Drehbuchautor.
Robert Reinert war mit der Schauspielerin Thea Steinbrecher verheiratet, mit der er 1921/22 den Film Sterbende Völker gedreht hatte. Er starb an einem Herzschlag in seinem Haus in Berlin-Wannsee und wurde auf dem Münchner Waldfriedhof beigesetzt.

## Filmografie (Auswahl)
- 1915: Der Geisterseher
- 1915: Der geheimnisvolle Wanderer
- 1916: Der Trödler von Prag
- 1916: Aphrodite
- 1916: Der Pfad der Sünde
- 1916: Für den Ruhm des Geliebten
- 1916: Das Haus der Leidenschaften
- 1916: Das Wunder der Madonna
- 1916: Der Fluch der Sonne
- 1916: Die Wunderlampe des Hradschin
- 1916: Homunculus
- 1916: Der Weg des Todes
- 1917: Die Memoiren der Tragödin Thamar
- 1917: Ahasver (3 Teile)
- 1917: Das Spitzentuch der Fürstin Wolkowska
- 1917: Wenn Tote sprechen
- 1918: Der Taktstock Richard Wagners
- 1918: Das große Opfer
- 1919: Opium
- 1919: Nerven
- 1922: Sterbende Völker, 1. Teil: Heimat in Not
- 1922: Sterbende Völker, 2. Teil: Brennendes Meer
- 1924: Die vier letzten Sekunden des Quidam Uhl
- 1926: Gräfin Plättmamsell
- 1927: Die Frauengasse von Algier
- 1927: Jugendrausch
- 1927: Die Apachen von Paris
- 1928: Looping the Loop